# Neolasioptera eugeniae
Neolasioptera eugeniae är en tvåvingeart som beskrevs av Maia 1993. Neolasioptera eugeniae ingår i släktet Neolasioptera och familjen gallmyggor. Inga underarter finns listade i Catalogue of Life.